# Campbellsport, Wisconsin
Campbellsport là một làng thuộc quận Fond du Lac, tiểu bang Wisconsin, Hoa Kỳ. Năm 2006, dân số của làng này là 1913 người.